# 黄准 (作曲家)
黄准（1926年6月19日—2024年12月3日），原名黄雨香，曾用名黄善琰，女，浙江黄岩人，中国作曲家，曾任中国音乐家协会常务理事。